# Marya (cantante)
Marya, pseudonimo di Maria Cellamaro (Reggio Calabria, 12 luglio 1977), è una cantante e rapper italiana, sorella dei rapper Esa e Tormento.

## Biografia
La sua attività inizia nel 1997 quando collabora con i Sottotono in Sotto effetto stono, con i Lyricalz in De Luxe, con Fritz da Cat al suo omonimo album; nel 1998 collabora con altri cantanti: in Piovono angeli de La Pina e in Cronica di Sab Sista. Nel 1999 dopo un viaggio a Bruxelles, Marya continua le sue collaborazioni e pubblica l'EP Il rovescio della medaglia. Tornata in Italia, pubblica nel 2000 il suo album di debutto, intitolato Bohemienne - La figlia del vento. Nel luglio del 2004, la rapper pubblica il secondo album Boanerghes - La figlia del tuono,
Nel 2005 collabora assieme a Mietta al brano Bugiarda; l'anno successivo Marya pubblica l'EP Fuoco, realizzato in collaborazione con Rastea. Nel 2009 Marya crea un collettivo femminile chiamato Mascara insieme alla rapper milanese Juggy e alla cantante R&B Michi. Il gruppo pubblica il disco Scaramanzia. Nel 2010 collabora insieme alla cantante italiana Silvia Mezzanotte al brano Nell'aria, grande successo di Marcella Bella.

## Discografia

### Da solista
Album in studio
- 2000 – Bohemienne - La figlia del vento
- 2004 – Boanerghes - La figlia del tuono
- 2010 – Reality - Poesia urbana

Extended play
- 1999 – Il rovescio della medaglia
- 2006 – Fuoco con Rastea
- 2008 – Tremendi voi EP

### Con le Mascara
- 2009 – Scaramanzia